# Операција Штит Еуфрата
Операција Штит Еуфрата (турски: Fırat Kalkanı Harekâtı) била је прекогранична операција турске војске и савезничких група у Сиријском грађанском рату. Операција се водила у подручју између реке Еуфрата на истоку и на подручју побуњеника који су држали територију око града Азаз на западу.

## Позадина
Покрајина Северни Алепо је регион који се сматра од великог стратешког значаја у сиријском грађанском рату, коју су раније углавном држали припадници Исламске државе Ирака и Леванта (ИСИЛ). За ИСИЛ је ова покрајина једина преостала капија међународне границе. За Сиријске демократске снаге (СДФ) је Схахба област између реке Еуфрат на истоку и курдских планинама на западу је карика која недостаје за повезивање кантонима Федерације северне Сирије - Западни Курдистан. За Турску је то пут до њеног утицаја у Сирији, а такође гледају како ИСИЛ и Народне заштитне јединице (ИПГ), чију главну компоненту чине СДФ, као терористичке група угрожавају безбедност земље. Сценарио напада на погранични град Џараблус је био план за почетак офанзиве којој је претходила курдска офанзива на Манбиџ од краја маја до краја августа током којих је СДФ заузео у целини град Манбиџ и његову околину од припадника ИСИЛ-а и потом настављена према северу ка сиријско-турској граници и граду Џараблус. Истовремено, про-турски састављени претежно од припадника Слободне сиријске армије Туркмена побуњеници водили битку за мањи град Ал Раи да се приступи Џараблусу са запада.
Према чланку објављеном у Индипендент, турски циљеви треба да буду намењени за борбу против ИСИС-а, ударити на политичке и војне моћи Демократске уније партије (ПИД) и да ојача своју позицију на северу Сирије. Турски министар одбране Фикри Исик је рекао да је циљ војне операције "спречавање курдске ПИД странке од уједињења курдских кантона" источно од Џараблуса и да је то главну приоритет. У Анкари турски председник Реџеп Тајип Ердоган рекао је "у 4 ујутру 24. августа, операција је почела на северу Сирије против терористичких група које стално прете нашој земљи". Главни циљ операције је да се осигура границе Турске уклањањем ИСИЛ-а и заустављање напредка курдског ИПГ на запад.
Пре операције, СДФ снаге, међу којима ИПГ јединице су напредовале на Џараблус након њихове војне победе над ИД у Манбиџу. Оба града Манбиџ и Џараблус су западно од реке Еуфрата, али Турска жели ИПГ снаге да врати источно од реке.
Акција Турске довела је своју војску против силе која подршку има има од САД. Исто тако, то је био први пут да Турски борбени авиони пређу ваздушни простор у Сирији од новембра 2015. године, када је турски борбени авион оборио руски ратни авион, а први значајнији упад турских специјалних снага још од кратког рада да премести гроб Сулејман Шаха, 22. фебруара 2015. године.
Про СДФ извори тврде да је Турска имала споразум са ИСИС-ом да га спаси у Џараблусу од СДФ офанзиве. Према наводима листа Хуриет Дејли Њуз у овај навод верују "многи" у Вашингтону и Турској и то може представљати озбиљне проблеме за Анкару.

## Припреме
Наводно, Турска је припремила борбене планове за такав рад више од годину дана пре, али су одлагани због сумњи америчких званичника о могућностима сиријских побуњеничких снага које Турска регрутује за борбу са сиријском војском и раскол између Турске и Русија која је тек поправљена почетком августа 2016. године.
Дана 20. августа 2016. године, велики број побуњеника и војни конвој који је садржао више од 50 возила напуњених са тешким и средњим наоружањем из Ал Раи-а су пребачени ка турској граници ка Џараблусу.
Дана 22. августа, као одговор на бомбардовање Газиантепа и две гранате коју је испалио ИСИЛ на град Каркамис непосредно уз Џараблус, турски КоВ испалио је 60 артиљеријских граната у улици позиције у Џараблусу док је истовремено покренуто бомбардовање положаја у Манбиџу да се спречи даљи напредак курда ка северу. Каркамис је убрзо евакуисан и очишћен од његових становника. Турске снаге су наставиле да гранатирају ИСИЛ-ове позиције у Џараблусу после два напада минобацачким гранатама којима је погођен јужни турски град Каркамис.
Дана 23. августа, Турска је гранатирала поново ИСИЛ-ове територије коју је држао у северној Сирији. ИСИЛ је одговорио ракетним нападима у Турској.
Подршку турској војсци су пружили побуњеници под брендом Слободна сиријска армија (ФСА) који су учествовали у нападу који се састоји углавном од сиријских туркмена, конкретно гране сиријские Туркменистанске бригаде. Током офанзиве, као знак класификације, ФСА трупа туркменског порекла употребила је светлоплаве униформе и заставе, боје које се често користе као симбол турског наслеђа; У међувремену, војници арапског порекла углавном користе црвене.
Курдски СДФ оптужио је турске војне обавештајне службе за убиство Абдел Сатар Ал Џадера, вођу војног савета Џараблуса, компоненту СДФ, непосредно пре операције.

## Офанзива

### Заузимање Џараблуса (24. август)
Рано ујутро 24. августа, турске снаге су покренуле интензивну артиљеријску ватру на ИСИЛ-ове позиције у Џараблусу док су турски војни авиони и хеликоптери бомбардовали 11 циљева из ваздуха. Касније тог дана, турски главни борбени тенкови затим самоходне хаубице, војни камиони и вишецевни ракетни бацачи су подржали сиријске побуњенике, и турске специјалне снаге да пређу границу са сиријом и придруже се стотинама бораца Слободне сиријске армије у копненим нападима на град. Коалиција око САД је авионима помогла турске снаге. Ово је била њихова прва координирана офанзива у Сирију. Званичници ФСА су изјавили да је напредак спор због постављених мина од стране ИСИЛ-ивих бораца у тој области.
Неколико сати након почетка офанзиве, турски специјалци и Шам Легија заузели су прво село, Тал Катлијах, након што су се ИСИЛ-ови борци повукли из њега да појачају одбрану Џараблуса. Нешто касније, Турске оружане снаге и припадници ФСА заузели су још четири села, укључујући Тел Шаир, Алванијах и два друга села. Неколико сати касније, турски и побуњеници су пријавили да су заузели у погранични град Џараблус, а да је ИСИЛ пружио слаб отпор. SOHR (Сиријска опсерваторија за људска права) такође је потврдила да је заузет град скоро у потпуности. Портпарол ФСА је навео да се велики број ИСИЛ-ових бораца повукао у Ал Баб испред офанзиве.

### Даљи напредак турских снага против против ИСИЛ-а и сукоб са СДФ (24–25. август)
Касније је 24. августа, приликом посете Анкари, потпредседник САД Џозеф Бајден је изразио да ће САД да подрже став Турске против сиријских Курда и рекао да су "елементи који су били део сиријских демократских снага, ИПГ који су учествовали у офанзиви на град Манбиџ, да се морају вратити преко реке Еуфрат. Међутим, снаге ИПГ одбили су да се повуку из Манбиџа, док су групе СДФ изјавиле де неодустају од Џараблуса, а војни савет је изјавио да неће одустати од свог родног града и оптужили су Турску да подржава побуњеничке групе које се "не разликују од ИСИС-а". Турске снаге подржавају ФСА јединице, међу којима је и Шам Легија и Нур ал-Дин ал-Зенки покрет који су насилно покушали да уђу у село Амаринах које је под контролом СДФ-а јужно од Џараблуса у ком су наишли на отпор. Док СДФ тврди да је одбила напад, побуњеници ју јавили да су заузели село. Увеликим борбама између турских оружаних снага и про-турских побуњеника са једне стране и припадника курдске СДФ, пола села су заузеле про-турске снаге.
Ујутру 25. августа, више од 20 турских тенкова прешли су сиријску границу. Министар спољних послова САД је касније обавестио свог турског колегу да је ИПГ почео повлачење источно од реке Еуфрат. Портпарол операције "Штит Еуфрата" објавио је да ће се снаге СДФ повући преко реке Еуфрат како би се припремили за офанзиву на Раку. ИПГ је касније одвојено објавио да су се повукли источно од Еуфрата и предао све војне команде, заједно са свим позицијама је предат војном савета у Манбиџу. Упркос томе, Турска тврди да се неки припадници ИПГ јединица нису повукли, изазивајући турску војску да их гранатира артиљеријом и према изворима Хуријет Дејли Њуза, покренути су ваздушни удари против ИПГ група. Током дана је настављен сукоб између Турске и СДФ-а, чланови војног савета СДФ-а у Џараблусу (склоњени у Манбиџ), још једном су изјавили да "неће дозволити неки плаћеницима да преузму њихов град. Они су изјавили да ће ослободити Џараблус, а неки тврде да су про-турски побуњеници бивши ИСИЛ-ови борци.
У међувремену, офанзива против ИСИЛ-а је настављена даљим нападима на села јужно од Џараблуса. Про-СДФ извори тврде да су избили међусобни сукоби између ФСА група у Џараблусу. Турски министар одбране Фикри Исик навео је касније у току дана да су турске снаге очистиле Џараблус од свих преосталих ИСИЛ-ових милитаната. Након ослобађања Џараблуса, побуњени команданти прогласили су наредне циљеве за даљу офанзиву; а Левант фронт је најавио да ће побуњеници поред кренути на Ал Баб, Ал Моутасем бригада и султан Мурат дивизија је навео да ће турске снаге подржати снаге за напредак према западу у циљу сламања ИСИЛ-а и почетак опсаде Маре у циљу обезбеђивања територије дуж турско-сиријске границе.

### Курдско повлачење; Турско-побуњенички наптредак према положајма СДФ јужно од реке Сајур (26–29. август)
Дана 26. августа, Ал-Масдар Новости издале су саопштење да су се сви припадници ИПГ снага повукли источно од Еуфрата, као резултат наставка турског притиска, остављајући целу територију око Манбиџа под контролом њихових савезника унутар СДФ-а. Иако су побуњенички портали касније објавили фотографије ИПГ личних карата и оружја наводно обрађених у Амарну (у месту 10 km јужно од Џараблуса), сугеришући да су понеки ИПГ борци остали око Манбиџа, ако не и сви. Следећег дана Турски авиони бомбардовали су усклађене позиције СДФ-а у селу Амарну.
У међувремену, Слободна сиријска армија је очистила Џараблус од мина и експлозива постављених од ИСИЛ-ових милитаната пре њиховог повлачења из града. Турски Црвени полумесец почео је са дистрибуцијом хране након што је од мина и других експлозивних направа очишћено од границе између Каркамиса у Турској и Џараблуса у Сирији. Хуманитарни покрет, поделио је разне намирнице у граду Џараблусу за око 5.000 људи. Користећи предности сукоба између СДФ и ФСА, ИСИЛ је покренуо велику контраофанзиву и заузели место Ал Раи према извештајима Сиријске Опсерваторије за људска права (СОХР).
Дана 28. августа, према изворима Сиријске Опсерваторије за људска права и Aleppo24, најмање 20 цивила је убијено, а 50 рањено у турским артиљеријским и ваздушним нападима на село Џеб Ел Куса, а у нападима у близини града Ал Амарнех и села Саресат 28 је убијено и 25 рањено у турским ваздушним нападима. Исто тако, најмање четири СДФ бораца је погинуло, а 15 повређено у турском бомбардовању две области. СОХР је пријавио да је најмање 70 људи убијено током викенда (27—28. август), од којих су већина били цивили, у турским операцијама. Турски званичници нису коментарисали на пријављене цивилне жртве, осим да су команданти предузели све неопходне мере да заштите цивиле. С друге стране, Турска тврди да је убијено 25 ПКК и ИПГ екстремиста у току бомбардовања. Турске оружане снаге су започеле велики напад на позиције СДФ-а у околини Амарна и оближњи Аин Ал Баида. Такође су потврдили да су заузета села Куса, Балабан, Дабиша, Џеб Ел Куса, Сураисат, Ум Роутха, Магхаиер и Киратах напредком јужније у пратњи побуњеничких група, мада то није званично потврђено The ANF News Agency published a video of two Turkish army tanks destroyed by SDF anti-tank missiles.. АНФ новинска агенција објавила је видео снимак два уништена турска тенка анти-тенковским пројектилима СДФ-а. У међувремену, турски подржава Шам Легион борци објављен снимак на их мучили затворенике СДФ.
Неке од сиријских избеглица, углавном сиријски Туркмени и Арапи, који су живели на подручју које су турско-побуњеничке снаге заузеле, вратиле су се у области Џараблуса. Ердоган је изјавио да ће пружити неопходну помоћ и другим избеглицама које су изразиле жељу да се врате у своје домове. Турски министар иностраних послова Мевлут Чавушоглу оптужио је ИПГ за етничко чишћење у подручјима која су заузели.
Дана 29. августа, Марек Марек, шеф Западног Курдистана, изјавио је да су локалне снаге у Џараблусу и Манбиџу добиле појачања. Изасланик Сједињених Држава у коалицији против ИСИЛ-а изразио је дубоку забринутост због сукоба између СДФ-а и турских снага. Портпарол Пентагона је позвао јединице ИПГ да се повуку источно од реке Еуфрат. Он је такође упозорио да би такви сукоби омогућили ИСИЛ-у да нађу уточиште и наставе планиране нападе. У току дана, турске снаге и ФСА, прво су заузеле све преостале позиције СДФ-а северно од реке Сајур, а затим наставиле да нападају још три села, чиме се број села заузетих села од стране побуњеника и турских оружаних снага повећао на 21.

### Побуњеничо-Курдски покушај прекида ватре; наставак побуњеничких борби против ИСИЛ-а (30. август — 2. септембар)
Дана 30. августа, Џон Томас, портпарол Централне команде САД је изјавио да Турска и СДФ су се сложили да се заустави међусобни сукоб и изразили спремност да отворе комуникацију са Сједињеним Америчким Државама, као и једни са другима. Војни савет у Џараблусу тврди да је постигнут договор о привременом прекиду ватре са Турском након посредовања од стране САД Анти-Исил коалиције. Такође је потврђено да прекид ватре ступи на снагу око поноћи 29-30. августа. Истог дана, министарство иностраних послова Турске је упутило поруку САД у вези турске војне операције у Сирији да ће та земља наставити са радом док се не постигне циљ елиминације "терористичке претње у региону". Турски војни извори и командант једне сиријске опозиционе групе демантовали су прекид ватре да је ступило на снагу. САД су поздравиле претпостављену паузу у борби СДФ-а и турских снага. Касније у току дана, Турске оружане снаге су изјавиле да је турски тенк поред реке Сајур погођен ракетом. Међутим, није било јасно ко је извршио напад. Турска војска је спровела ваздушни удар од 45 минута након што је ракетом погођен тенк и потврдиле да су уништиле групу "терориста" западно од Џараблуса. Такође су од турске војске стигле потврде да су извршени ваздушни напади против ИСИЛ-ових циљеае у месту Кулијах у северној Сирији. СОХР је потврдио да је дошло до застоја у борби између две групе око Џараблуса и Сајур реке. Генерал Џозеф Вотел у међувремену је изјавио да су се курдски борци повукли источно од Еуфрата.
Такође, 30. августа, СДФ снаге са коалиционом подршком предвођеном САД започеле су офанзиву на западни Ал Баб против ИСИЛ-а на југозападу региона.
Дана 31. августа, у Турској званичници су одбацили објављивање примирја коју су САД непосредно дан пре предложили, рекавши да Турска неће прихватити никакав компромис или прекид ватре између Турске и организација које Турска доживљава као терористичке елементе. Турски премијер Бинали Јилдирим изјавио је да ће се "операције наставити док сви терористички елементи не буду неутралисани, док све претње наших граница, наше земље и наших грађана у потпуности неотклонимо". У међувремену, ИСИЛ је започео велики контранапад у југозападном селу у околини Џараблуса извршивши самоубилачки напад. Милитанти су заузели четири села (Килијех, арапско село Хасана Сагхир Ал-Мухсинли, и Ал-Булдук)од снага СДФ и про-турских побуњеника. Два турска тенка су наводно уништена у сукобима.
Дана 1. септембра 2016, експерти за експлозивне направе турских оружаних снага почеле су акцију уклањања мина из области око Џараблуса коришћењем контролисане експлозије. Операција деминирања на сиријској страни границе био је видљив из турског пограничног града Каркамис. Фотограф АФП био је близу места дешавања и чуо најмање десетак експлозија .
Дана 2. септембра СДФ-ови добровољци који се састоје од (углавном британских и ирских држављана) међународних волонтера за Западни Курдистан, изјавили су да напуштају Раку и упутили се у Манбиџ са намером да га бране од могућег напада од стране турских снага и про-турских побуњеника. Дан пре, портпарол турског премијера, рекао је да ће турска влада третирати такве волонтере као терористе, а Јасин Актаи, портпарол владајуће турске Партије правде и развоја (АКП), изјавио је да на Блиски исток долазе Европљани и Американци који се прикључују у ИПГ и они се могу сматрати само "крсташи" или обавештајни агенти. Мејсер Гифорд истакнути британски волонтер у ИПГ и лидер његове медицинске јединице изјавили да су се "само у главама десног крила и националистичких политичара у Турској волонтери могли икада бити називани терористима". Он је рекао да, иако није имао намеру да се бори против Турске, он ће то учинити ако Турска буде напала ИПГ.
Касније је 2. септембра 2016. године, изјава објављена од стране турске војске, била је да је укупно 271 циљева погођено 1195 пута од стране турских оружаних снага на циљеве ИСИЛ-а. Након тога, турска војска је објавила информацију да је заузела сиријско село Кундарах од ИСИЛ-а. Турска војска је такође изјавила да је турско ваздухопловство у ваздушним нападима уништило три зграде које користи ИСИЛ у арапским местима Еза и Кундарах.
Такође, 2. септембра, вођа групе СДФ ослободилачке бригаде, Абдул Карим Обеид, пребегао је са 20 до 50 од његових људи у логор побуњеника које Турска подржава, наводећи противљење наводном ИПГ доминације у СДФ, док су извори СДФ-а изјавили: "да је он био незадовољан са цивилном управом Федерације северне Сирије - Западни Курдистан.

### Турско-побуњеничка офанзива на Ал-Раи фронт ппротив ИСИЛ-а (3. септембар — 19. септембар)
Дана 3. септембра, Турска додатно распоређеује тенкове у сиријском граду Ал Раи да помогне про-турске побуњенике који се налазе источно од града према селима заузетим од стране побуњеника западно од Џараблуса. Упад је изведен из покрајине Адана које су често нападане ракетним нападима од ИСИЛ-а. Шам Легија и Хамза одсек такође саопштили су да су заузели четири села (Фулава, Лилава, Кино и Најма). Сједињене Државе су изјавиле да су погодиле ИСИЛ-ове циљеве у близини турско-сиријске границе преко ново распоређених ХИМАРС система. Турске оружане снаге у међувремену су известиле да су побуњеници заузели два села и аеродром близу града Ал Раи. Званичник турске војске Фастаким Кама Умирт је такође изјавио да су побуњеници заузели осам села на истоку и југу града. СОХР је потврдио да су про-турски побуњеници заузели три села у близини реке Сајур са напретком према два друга села. СОХР је такође потврдио да су побуњеници заузели једно село у близини Ал Раи.
Дана 4. септембра, турски премијер Бинали Јилдирим изјавио је за агенцију Анадолија да су турци подржавају побуњенике и да су заузели од ИСИЛ-а села дуж границе са Турском, одсецањем кључне линије снабдевања користећи од стране групе да доведу у помоћ стране борце, оружје и муницију. СОХР је потврдио да ИСИЛ више не контролише територију дуж турско-сиријске границе после и да су про-турски побуњеници заузели последња преостала села под контролом групе.
Дана 5. септембра, још девет села у северној Сирији је очишћено од ИСИЛ-а од стране про-турских побуњеника у склопу операције Штит Еуфрата према турским оружаним снагама. Дана 6. септембра, турска војска је известила да су два турска војника убијена у ракетном нападу на два резервоара од стране ИСИЛ-а током сукоба у близини села Ал Вакф, док је пет војника рањено. Поред тога, два про-турска побуњеника су убијена, а још два су рањена. Један од турских војника који је критично рањен у нападу, касније је подлегао повредама у болници. Село Садви је заузето од стране побуњеника исти дан.
Дана 7. септембра, око 300 Сиријаца почели су да се враћају у Џарабулус у Сирији, након што су турске оружане снаге и побуњеници повратили регион од ИСИЛ-а, што је први формални повратак цивила од када је Турска покренула операцију Штит Еуфрата. У међувремену, заменик премијера Турске Нуретин Цаникли наводи да сиријски курдски борци још увек се нису у потпуности повукли источно од реке Еуфрат. Такође, према извештајима ИСИЛ-а, евакуисали су своје седиште из Џараблуса у град Ал Баб у покрајини Алепо.
Дана 8. септембра, званичници ИСИЛ-а су најавили да евакуишу своје седиште у Ал Баб и да ће из тог града координисати даље борбе против снага СДФ, оружаних снага Турске и Сиријске слободне армије. Истог дана, турски борбени авиони погодили су четири циља ИСИЛ-а на северу Сирије у склопу Операције Штит Ефрата, објављено је у саопштењу из турског генералштаба. Такође, истог дана Турски министар иностраних послова поновио је позив за оснивање зоне забране летова изнад северне Сирије да се повећа безбедност и омогући да се више избеглица врати кући уз омогућавање више локалних војника да буду обучени у борби против ИСИЛ-ових бораца. Међутим, Сједињене Државе су одбациле идеју о "зони забрањеног лета" у Сирији.
Дана 9. септембра, турска војска је издала саопштење да су три турска војника погинула у сукобима са припадницима ИСИЛ-а близу региону Тел Ел Хава док је један војник повређен. Турска војска је такође гранатирала 15 ИСИЛ-ових позиција у Кафр Ган региону после испаљених ракета из региона које су пале у близини Килис покрајине. Војска је такође навела да је извршила операцију из ваздуха у Тал Али, Тел Ал Хава и јужни Вукуф региону у ком је уништла 4 зграде које су се користиле као седиште од стране милитаната. ИСИЛ-ов борац је такође навео да су убијени у операцији из ваздуха коју је спровела Анти-ИСИЛ коалиције предвођена САД. Дана 10. септембра, турска војска је навела да ваздушни удари које је спровела је био циљ 3 зграде у граду Тел Ел Хава убивши 20 ИСИЛ-ових бораца. Дана 13. септембра, званичници турске војске изјавили су да коалиција под водством САД изводи ваздушне нападе усмерене на четири минобацачка и два одбрамбена положаја ИСИЛ-а између северних сиријских градова Ал Раи и Азаз. Напад је резултирао смрћу 6 милитаната.
Од 14. септембра, укупно 1.900 сиријских избеглица се вратило у подручје очишћено од стране про-турских снага, углавном из градоваЏараблус и Ал Раи.
Дана 15. септембра, Турске оружане снаге су изјавиле да је до сада уништено 26 мина и 671 импровизована експлозивна направа које су поставили припадници ИСИЛ-а на северу Сирије.
Дана 16. септембра, дошло је до инцидента у граду Ал Раи сукобом припадника Ахрар Ал Шариа и бригаде састављене од америчких командоса у знак протеста против мешања америчких снага у северном Алепу. До сукоба је дошло након оптужби од стране припадника Ахрар Ал Шариа да су припадници САД дошле у Сирију у крсташки поход. Десетине америчких војиника наставили су да сарађују са турским војницима у знак подршке операцији. У међувремену, турска војска је навела да је 5 бораца ФСА убијен док 6 је повређено у нападима ИСИЛ-а у Татимус региону. Такође је истакнуто да је 5 бораца ИСИЛ убијено у ваздушним нападима које је спровела Анти-ИСИЛ коалиција у Кунаитирах, Татимус, Цака и Барагидах регионима.
Дана 17. септембра, планинска Хавкс бригада саопштила је да је повукла из Џараблуса и Ал Раи фронта своје борце и опрему и најавила да ће је пренети на фронтове у Алепу, Хами, и Латакији. У међувремену, званичници турске војске изјавили су да су 67 ИСИЛ-ових позиција гађане хаубицама, пројектилима и ракетама између градова Ал Раи и Азаз истог дана. Такође је истакнуто да је 5 бораца ИСИЛ-а убијено током дана.
ИСИЛ је покренуо напад на Тал Хаџар врх брда у близини града Ал Раи 19. септембра и покренуо контра-напад.

### Трећа фаза операције: Офанзива на Дабик (20. септембар — 17. октобар)
Дана 16. септембра, америчке специјалне снаге су ушле у северни Алепо као део нове мисије САД познат као "Операција Племенито копље." Према Пентагону, они ће обезбедити обуку, савете и помоћ сиријским побуњеницима.